# Newzealandia agricola
Newzealandia agricola är en plattmaskart som först beskrevs av Arthur Dendy 1895.  Newzealandia agricola ingår i släktet Newzealandia och familjen Geoplanidae. Inga underarter finns listade i Catalogue of Life.